# Église Saint-Jean-Baptiste de Namur
Pour les articles homonymes, voir Église Saint-Jean-Baptiste.
L'église Saint-Jean-Baptiste est un édifice religieux catholique sis au cœur historique de la ville de Namur (place Marché aux Légumes). Construite au XIIIe siècle elle fut restaurée en 1547, 1616 et, plus récemment, en 1890. L’église est aujourd’hui au service de la communauté paroissiale catholique Saint-Jean-Baptiste-Saint-Loup.

## Patrimoine
- Les fonts baptismaux remontent à la première église Saint-Jean-Baptiste.
- Des tableaux attribués à Cornelis Schut[1] (1597-1655) et Villebours[2] qui furent des élèves de Rubens (XVIIe siècle).
- Quelques pierres funéraires des XVIe et XVIIe siècles rappellent le souvenir d’anciennes familles bourgeoises de Namur.

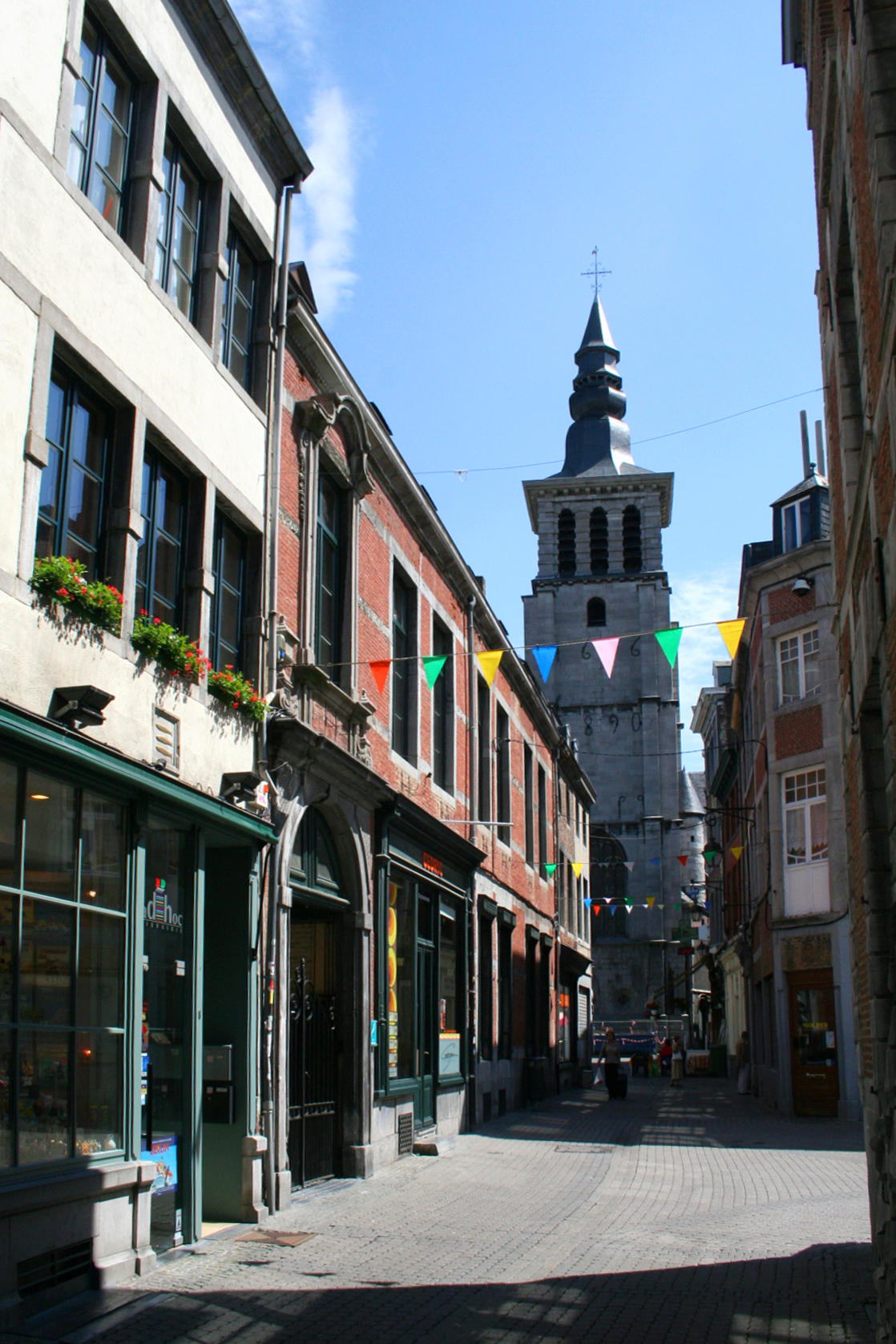
Clocher de Saint-Jean-Baptiste (vieux Namur)

## Anecdote
C’est à l’église Saint-Jean-Baptiste que, durant les fêtes de Wallonie, est célébrée la Messe en wallon. La tradition remonte à 1952. L’événement est fort apprécié et l’église est pleine ce jour-là ![réf. nécessaire] L'homélie (en wallon) était prononcée par l’abbé Paul Malherbe, curé de la paroisse.